# Ljudevit Jonke
Ljudevit Jonke (Karlovac, 29. srpnja 1907. – Zagreb, 15. ožujka 1979.), bio je hrvatski jezikoslovac i prevoditelj.

## Životopis

### Mladost i školovanje
Ljudevit Jonke rođen je u Karlovcu 1907. godine. Pučku školu i gimnaziju završio je u rodnome gradu. Na Filozofskom fakultetu u Zagrebu diplomirao povijest jugoslavenskih književnosti, hrvatski jezik sa staroslavenskim i narodnu historiju s ruskim i latinskim. Dvije godine (1930-32.) na studijskom je boravku na Karlovu sveučilištu u Pragu. Očituje sklonost književno-povijesnim temama, počinje prevoditi s češkoga. 

### Znanstveno i pedagoško djelovanje
Od 1933. godine profesor je na sušačkoj gimnaziji. U Zagreb prelazi 1940. gdje ga 1942. profesor Stjepan Ivšić bira za asistenta na Filozofskom fakultetu. Godine 1940. vjenčao se s Nadom Marković s kojom je imao kćer Dubravku (1942.) i sina Mladena (1944.).
Istodobno se bavi istraživanjima s područja kroatistike i bohemistike. Doktorira disertacijom Dikcionar Karlovčanina Adama Patačića (Rad JAZU 274). Od jeseni 1945. godine predaje češki jezik i književnost, a od jeseni 1949. godine suvremeni hrvatski književni jezik na istoimenoj novoosnovanoj katedri koju je vodio od svoga izbora za docenta (1950.) do umirovljenja (1973.). Redoviti profesor postao je 1960. godine.
U pedesetim godinama počinje sustavno proučavati dotada posve zanemarenu problematiku hrvatskoga jezika od preporoda prema kraju 19. stoljeća (Borbe oko književnog oblika imeničkog genitiva množine u 19. stoljeću, 1957.; Osnovni problemi hrvatskoga književnog jezika u 19. stoljeću, 1958.; Sporovi pri odabiranju govora za zajednički književni jezik Hrvata u 19. stoljeću, 1959.). Proučavao je djelatnost Bogoslava Šuleka i Adolfa Vebera Tkalčevića.
Sudionik novosadskoga dogovora, stilizator i urednik hrvatskosrpskog pravopisa, jedan od urednika Rječnika hrvatskosrpskoga književnog jezika. Godine 1958. postaje izvanredni član JAZU-a, 1963. godine redoviti član, a od 1965. do 1971. godine bio je direktor Akademijina Instituta za jezik.
Čim je primjena novosadskih zaključaka prema nekim tezama počela ići na štetu hrvatskoga jezika, u nizu polemika sa srpskim jezikoslovcima i književnicima branio je pravo hrvatskoga naroda na vlastiti jezik i pravo toga jezika na ravnopravan društveni položaj. Od 1958. do 1960. godine bio je predsjednik Društva nastavnika sveučilišta, visokih škola i suradnika naučnih ustanova NRH a u dva je navrata bio gost profesor na Slavenskom institutu Sveučilišta u Kölnu (1964/65. i 1973/75.).
Vodio je dvije rubrike jezičnih savjeta (od 1961. godine u Telegramu i u Vjesniku od 1971. godine) I 17 je godina uređivao časopis Jezik. Od 1970. do 1971. godine bio je predsjednik Matice hrvatske.
Matica hrvatska u travnju 1971. godine otkazala je "novosadski dogovor" te ga je proglasila "bespredmetnim i nevažećim" a gotovo istodobno i Jonke je povukao svoj potpis s novosadskih zaključaka.
»Za svoje povlačenje potpisa navodi ove razloge: »zbog znanstvene neopravdanosti i neosnovanosti, zbog pritisaka na hrvatski književni jezik, zbog pritisaka na hrvatske lingviste koji su branili prirodna prava hrvatskoga književnog jezika«.«
Zbog "hrvatskoga nacionalizma" osuđen je poslije donošenja Deklaracije o nazivu i položaju hrvatskog književnog jezika, a nakon puča u Karađorđevu (1971.) prisilno je 1973. godine umirovljen. Otada je radio na završetku Rječnika JAZU. Jonkeova je glavna zasluga (osim polemičkih i političkih rasprava u kojima je obavio lavovski dio borbe protiv planiranoga nasilnog posrbljavanja hrvatskoga jezika) u tome što je revitalizirao interes za doprinos Zagrebačke filološke škole i njenu bitnu ulogu u standardizaciji hrvatskoga jezika - činjenica koja je često iz političkih razloga potiskivana i prešućivana.
Umro je u Zagrebu 1979. godine. Pokopan je na zagrebačkome groblju Mirogoju.

## Djela
- Dikcionar Adama Patačića. Studija iz hrvatske kajkavske leksikografije, Zagreb, 1949., doktorska disertacija (digitalizirano izdanje)
- Književni jezik u teoriji i praksi, Zagreb, 1964. (2. proš. izd. 1965.)[6]
- Hrvatski književni jezik 19. i 20. stoljeća, Zagreb, 1971.
- Hrvatski književni jezik danas, Zagreb, 1971. (zabranjeno)
- Rasprave i članci, prir. Ivo Pranjković, Biblioteka Stoljeća hrvatske književnosti, knj. 128, Matica hrvatska, Zagreb, 2015.[7]

## Spomen
- Nagrada Ljudevit Jonke, nagrada Matice hrvatske za iznimna postignuća jezikoslovaca za promicanje hrvatskoga jezika i književnosti u svijetu[8][9]

## Vanjske poveznice
Mrežna mjesta
- Selektivna bibliografija Jonkeovih djela i tekstova  Arhivirana inačica izvorne stranice od 17. kolovoza 2016. (Wayback Machine)
- Hrvatski biografski leksikon: Jonke, Ljudevit. (Marko Samardžija, 2005.)
- Nataša Bašić, Ljudevit Jonke i jugoslavenski jezični unitarizam
- Krešimir Mićanović, Ljudevit Jonke u ediciji Stoljeća hrvatske književnosti. Ljudevit Jonke na braniku hrvatskoga književnog jezika  Arhivirana inačica izvorne stranice od 17. kolovoza 2016. (Wayback Machine), Vijenac, br. 571  Arhivirana inačica izvorne stranice od 22. lipnja 2016. (Wayback Machine), 21. siječnja 2016.